# Giorgio Rabbeno
Giorgio Rabbeno (Mantova, 16 agosto 1882 – Roma, 16 aprile 1967) è stato un generale italiano, appartenente al Genio Navale della Regia Marina. Vicedirettore della costruzioni navali a Taranto, progettò una portaerei oceanica di grande tonnellaggio, dotata di scafo snodato per operare in avverse condizioni meteorologiche. Tale scafo snodato avrebbe facilitato la messa in mare e il recupero degli idrovolanti imbarcati. Fu poi direttore dell'ufficio tecnico del genio navale di Trieste e al Comitato progetti delle navi a Roma. Collocato in congedo assoluto nel 1939 in applicazione delle leggi razziali imposte dal regime fascista.

## Biografia
Nacque a Mantova il 16 agosto 1882. Dopo aver conseguito la laurea in ingegneria navale e meccanica presso la Scuola superiore navale di Genova nel 1905, entrò in servizio presso il Corpo del Genio navale con il grado di tenente. nel 1906 ottenne il brevetto di palombaro a La Spezia, e poi assegnato all'ufficio tecnico di Terni rimanendovi per un anno. Trasferito a Venezia in forza al 3° Dipartimento marittimo, frequentò un corso di perfezionamento sui sommergibili imbarcandosi, tra il 1906 e il 1907, dapprima sul Glauco e poi sul Narvalo. Fu quindi trasferito al Dipartimento delle costruzioni navali del Dipartimento marittimo di La Spezia. Divenuto capitano nel 1909 prestò servizio presso la direzione delle costruzioni navali de La Maddalena, fu poi in missione a Berlino nel 1910, e prestò servizio presso il dipartimento delle costruzioni navali de La Spezia. A bordo dell'incrociatore corazzato Vettor Pisani partecipò alla guerra italo-turca, sbarcando poi nel 1914. Nel corso della prima guerra mondiale fu in servizio presso la Regia Accademia Navale di Livorno, quindi alla difesa locale di Venezia, e poi all'ufficio di stato maggiore del Ministero della Marina, dove rimase fino all'ottobre 1917, quando fu promosso maggiore del genio navale. Tra il 1917 e il 1921 fu in servizio alla Regia Accademia Navale di Livorno, poi ebbe altri incarichi a terra, e poi fu promosso tenente colonnello. Trasferito a Taranto come vicedirettore della costruzioni navali, vi rimase fino al 1926. Durante tale periodo progettò una portaerei oceanica di grande tonnellaggio, dotata di scafo snodato per operare in avverse condizioni meteorologiche. Tale scafo snodato avrebbe facilitato la messa in mare e il recupero degli idrovolanti imbarcati. Promosso colonnello nel 1927, l'anno successivo fu assegnato come direttore all'Ufficio tecnico di Genova e poi trasferito al Comitato progetti delle navi dove rimase fino al 1931. Assegnato all'ufficio tecnico del genio navale di Trieste in qualità di direttore, vi prestò servizio fino al 1933. All'epoca aveva ricevuto tre attestati di benemerenza per i lavori scientifici svolti. Ritornato al Comitato progetti delle navi a Roma, nel 1935 fu promosso maggior generale, venendo distaccato al Ministero delle Telecomunicazioni fino al dicembre 1938. Collocato in congedo assoluto nel 1939 in applicazione delle leggi razziali imposte dal regime fascista.
Dopo la liberazione di Roma, avvenuta nel giugno 1944, fu richiamato in servizio, messo a disposizione del Ministero della Marina. La sua carriera venne ricostruita ed ebbe la promozione, retrodatata a tenente generale. Posto in posizione ausiliaria nel 1945, fu promosso generale ispettore nel 1955. Si spense a Roma il 17 aprile 1967.

## Pubblicazioni
- La navigazione aerea a sostegno dinamico, Tipografia Angelo Ciminago, Genova, 1900.
- Note sul Girostato e sulle sue moderne applicazioni, Accademia Navale, Livorno, 1910.
- Teoria sintetica dell'elica propulsiva, Librairie Aeronautique, Parigi, 1910.
- Il funzionamento delle eliche propulsatrici navali, Briano Editore, Genova, 1949.
- La Motonave “Augustus”, Tip. G. Iucchi,  Trieste,1952.

### Fonti
1. 1 2 3 4 5 6 7 8 9 10 11 12 13 14 15 16 17 18 19 20 21 22  Alberini, Prosperini 2016, p. 439.